# Мейкон (округ, Северная Каролина)
Округ Мейкон (англ. Macon County) располагается в штате Северная Каролина, США. Официально образован в 1828 году и назван в честь северокаролинского политика Натаниеля Мэйкона. По состоянию на 2010 год, численность населения составляла 33 922 человека.

## География
По данным Бюро переписи США, общая площадь округа равняется 1344,211 км2, из которых 1336,441 км2 суша и 3,000 км2 или 0,580 % это водоёмы.

## Население
По данным переписи населения 2000 года в округе проживает 29 811 жителей в составе 12 828 домашних хозяйств и 8 902 семей. Плотность населения составляет 22,00 человек на км2. На территории округа насчитывается 20 746 жилых строений, при плотности застройки около 16,00-ти строений на км2. Расовый состав населения: белые — 97,18 %, афроамериканцы — 1,20 %, коренные американцы (индейцы) — 0,28 %, азиаты — 0,39 %, гавайцы — 0,02 %, представители других рас — 0,31 %, представители двух или более рас — 0,63 %. Испаноязычные составляли 1,52 % населения независимо от расы.
В составе 24,80 % из общего числа домашних хозяйств проживают дети в возрасте до 18 лет, 58,50 % домашних хозяйств представляют собой супружеские пары проживающие вместе, 8,00 % домашних хозяйств представляют собой одиноких женщин без супруга, 30,60 % домашних хозяйств не имеют отношения к семьям, 27,00 % домашних хозяйств состоят из одного человека, 13,60 % домашних хозяйств состоят из престарелых (65 лет и старше), проживающих в одиночестве. Средний размер домашнего хозяйства составляет 2,28 человека, и средний размер семьи 2,74 человека.
Возрастной состав округа: 20,30 % моложе 18 лет, 6,10 % от 18 до 24, 23,20 % от 25 до 44, 27,90 % от 45 до 64 и 27,90 % от 65 и старше. Средний возраст жителя округа 45 лет. На каждые 100 женщин приходится 92,10 мужчин. На каждые 100 женщин старше 18 лет приходится 88,40 мужчин.
Средний доход на домохозяйство в округе составлял 32 139 USD, на семью — 37 381 USD. Среднестатистический заработок мужчины был 28 113 USD против 20 081 USD для женщины. Доход на душу населения составлял 18 642 USD. Около 8,80 % семей и 12,60 % общего населения находились ниже черты бедности, в том числе — 16,00 % молодежи (тех, кому ещё не исполнилось 18 лет) и 11,80 % тех, кому было уже больше 65 лет.